# گاه‌شماری هجری قمری
۳۱ فروردین ۱۴۰۴ خورشیدی
۲۰ آوریل ۲۰۲۵ میلادی
گاه‌شماری هجری قمری یا تقویم اسلامی یک گاه‌شماری قمری است که توسط مسلمانان و در بسیاری از کشورهای اسلامی به‌عنوان سالنامهٔ مذهبی یا در مواردی سالنامهٔ مدنی استفاده می‌شود. از این سالنامه در بسیاری از مناسبت‌های اسلامی، از قبیل روزه، حج، تعیین ماه حرام، و عزاداری کاربرد دارد. در زمان خلافت عمر بن خطاب، خلیفهٔ دوم برای اداره ممالک مفتوحه با کمک دبیران ایرانی اقدام به تأسیس دیوانخانه به سبک ساسانی نمود و از اولین اقدامات دبیران ایجاد مبدأ گاه‌شماری برای سررسید باج و خراج و جزیه به تقلید از مبدأ تاریخ یزدگردی بود، برای همین تاریخ هجرت پیامبر اسلام جایگزین تاریخ تاجگذاری شاه ساسانی شد که ۱۶ سال با هم اختلاف داشتند. گاه اجمالاً از آن به عنوان تقویم قمری نیز یاد می‌شود.
قبل از جهانی شدن گاه‌شماری میلادی، در بسیاری از کشورهای اسلامی و رسمی شدن گاه‌شماری هجری خورشیدی در ایران و افغانستان، سالنامهٔ هجری قمری، سالنامهٔ اصلی کشورهای اسلامی بود و وقایع تاریخی در اکثر قریب به اتفاق موارد با این گاه‌شماری ثبت می‌شد. عربستان آخرین کشوری بود که از این تقویم استفاده می‌کرد تا این که تقویم خود را به میلادی تغییر داد. امروز هیچ کشوری از این تقویم استفاده نمی‌کند.
در تقویم قمری اسلامی، شروع یک شبانه-روز از اذان مغرب آغاز می‌شود و با اذان مغرب بعدی تمام می‌گردد.

## تاریخچه
گاه‌شماری قمری در میان اعراب پیش از اسلام رواج داشت در ابتدا ماهی افزوده به نام نسی نیز وجود داشته که تقریباً هر سه سال بنحوی در گاه‌شماری قمری قرار می‌گرفته که ماه‌ها همواره در یک سال خورشیدی قرار گیرند. اما در سال ۱۰ هجری پس از آمدن آیهٔ ۳۶ و ۳۷ سورهٔ توبه مبنی بر اینکه تعداد ماه‌های سال نزد خداوند دوازده ماه می‌باشد، استفاده از این ماه منسوخ شد.
گاه‌شماری هجری قمری از همان ابتدای مهاجرت مسلمانان از مکه به مدینه معمول نشده‌است بلکه ۱۵ سال بعد از تاریخ هجرت محمد و در زمان خلافت عمر بن خطاب، خلیفهٔ دوم به رسمیت شناخته شد. مشهور است که مسلمانان صدر اسلام بنابر پیشنهاد علی بن ابی‌طالب و تصویب خلیفه وقت، هجرت سرنوشت‌ساز پیامبر اسلام از مکه به مدینه را مبدأ سال قمری قرار داده‌اند. بدین جهت، تاریخ قمری را تاریخ هجری قمری نامیده‌اند. نیز گفته شده‌است؛ چون عمر احساس کرد که برای تقسیم ثروت و پرداخت حواله‌ها، تاریخی لازم است که بتواند آینده و گذشته را بداند، از یکی از ایرانیان، رسم معمول را در این خصوص پرسید و متوجه شد که ایرانیان برای دانستن سن، مبدأ تاریخی را برگزیده بودند. عمر بعد از مشورت با یارانش به پیشنهاد علی بن ابی‌طالب تاریخ هجرت محمد را آغاز تاریخ اسلام قرار داد و اول محرم را اول سال هجری قرار دادند.

## مبدأ گاه‌شماری
مبدأ گاه‌شماری هجری قمری مانند گاه‌شماری هجری خورشیدی، سال هجرت پیامبر اسلام، محمد، سال ۶۲۲ میلادی از مکه به مدینه می‌باشد. آغاز هجرت پیامبر اسلام از مکه روز دوشنبه (۱ ربیع‌الاول/ ۲۴ شهریور سال ۱ هجری) برابر با ۱۳ سپتامبر ۶۲۲ میلادی قدیم (ژولیانی) و ۱۶ سپتامبر ۶۲۲ میلادی جدید (گرگوری) و ورود پیامبر به مدینه روز ۸ ربیع‌الاول همان سال می‌باشد.

### سرآغاز گاه‌شماری
سرآغاز گاه‌شماری هجری قمری روز جمعه «۱ محرم سال ۱ هجری قمری» (۲۷ تیر سال ۱ هجری خورشیدی) برابر با ۱۶ ژوئیه ۶۲۲ میلادی قدیم (ژولینی) و ۱۹ ژوئیه ۶۲۲ میلادی جدید (گریگوری) است.
بر این اساس، دو ماه از سال اول هجری (از اول محرم تا اول ربیع‌الاول که هجرت رخ داد)، پیش از آن که واقعه هجرت صورت گرفته باشد، جزو سال اول هجری قمری محسوب شد.

## سال، ماه‌ها و روزها
در این گاه‌شماری هر سال ۱۲ ماه دارد که هر کدام با توجه به ماه هلالی ۲۹روزه یا ۳۰روزه هستند. ماه هلالی یک دور چرخش کره ماه بر مدار خود مابین فاصله زمانی مشاهده دو هلال ماه است که طول متوسط آن ۲۹٬۵۳۰۵۹ روز (۲۹روز و ۱۲ساعت و ۴۴دقیقه و ۲٬۷۸ثانیه) می‌باشد. با توجه به طول سال قمری حقیقی (مجموع ۱۲ماه هلالی) برابر ۳۵۴٬۳۶۷۰۸ روز (۳۵۴روز و ۸ساعت و ۳۵٬۷۱۲ثانیه)، سال تقویمی آن ۳۵۴روزه (در سال‌های عادی) یا ۳۵۵روزه (در سال‌های کبیسه) است.
ماه‌های این گاه‌شماری به‌ترتیب عبارتند از: محرم، صفر، ربیع‌الاول، ربیع‌الثانی، جمادی‌الاول، جمادی‌الثانی، رجب، شعبان، رمضان، شوال، ذیقعده، و ذیحجه.
روز اول هر ماه در این گاه‌شماری معمولاً بر اساس مشاهده یا پیش‌بینی مشاهده‌پذیری هلال ماه نو در شامگاه روز ۲۹ یا ۳۰ ماه قبل، که آن را استهلال می‌نامند، تعیین می‌شود. این گاه‌شماری با توجه به شیوه‌های مختلف تعیین اول ماه و تعداد روزهای ماه هر سال با عناوین گاه‌شماری هجری قمری هلالی، قراردادی و ام‌القری شناخته می‌شود.

## گاه‌شماری هجری قمری هلالی
گاه‌شماری هجری قمری هلالی معمول‌ترین شیوه محاسبه ماه‌ها در تقویم قمری است که در کشورهای اسلامی به منظور تعیین اعیاد و مناسبت‌های مذهبی استفاده می‌شود، که روز اول هر ماه در این گاه‌شماری بر اساس مشاهده یا پیش‌بینی مشاهده‌پذیری هلال ماه نو در شامگاه روز ۲۹ یا ۳۰ ماه قبل، که آن را استهلال می‌نامند، تعیین می‌شود. این نوع روش آغاز ماه، پیش از اسلام به ویژه در بین اقوام سومری، بابلی و یهودی نیز رایج و سابقهٔ طولانی داشته‌است. پیش‌بینی وضعیت رؤیت هلال ماه‌های قمری به مقادیر مشخصه‌های ماه و خورشید و موقعیت جغرافیایی رصدگر در لحظهٔ غروب خورشیدِ روز بیست‌ونهم ماه قبل بستگی دارد. در واقع در این گاه‌شماری کارشناسان با محاسبهٔ مشخصه‌های ماه و خورشید در زمان غروب خورشید روز بیست‌ونهم ماه قمری و مقایسهٔ آن با معیارها و رکوردها، وضعیت رؤیت‌پذیری هلال ماه را پیش‌بینی می‌کنند. این امکان وجود دارد که هلال ماه نو در مکانی بر روی کره زمین، دقایقی بعد از غروب خورشید روز بیست‌ونهم رؤیت شود و در مکان دیگری رؤیت نشود که این اختلافِ یک شبانه‌روزی در رؤیت هلال ماه‌های قمری، اختلاف یک شبانه‌روزی را در گاه‌شماری هجری قمری هلالی محلی کشورهای اسلامی سبب می‌شود. مطابق حکم شرعی، اگر هلال ماه در شامگاه بیست‌ونهم ماه رؤیت شود، آن ماه به پایان رسیده و فردا اول ماه بعد است؛ ولی اگر هلال ماه در شامگاه روز بیست‌ونهم رویت نشد، ماه ۳۰ روزه می‌شود. در گاه‌شماری هجری قمری، برای توالی ماه‌های ۲۹ و ۳۰ روزه نظم و قاعده مشخصی وجود ندارد. از این رو ممکن است چند ماه متوالی ۲۹ روزه یا ۳۰ روزه وجود داشته باشد. در تقویم قمری هلالی نهایتاً امکان سه ماه ۲۹ روزه متوالی یا چهار ماه ۳۰ روزه متوالی وجود دارد.
تاریخ امروز: ۲۱ شوّال سال ۱۴۴۶ هجری قمری هلالی (تقویم رسمی ایران)

## گاه‌شماری هجری قمری قراردادی
گاه‌شماری هجری قمری قراردادی یا حسابی یا رسمی به‌عنوان گاه‌شماری قمری یکنواخت در سطح جهان شناخته شده‌است. در این گاه‌شماری از روش محاسباتی خطی و غیرتجربی برای تقریب زدن طول ماه‌های قمری استفاده می‌شود. ماه‌های قمری در آن به‌طور متناوب ۳۰ روزه (ماه‌های فرد) و ۲۹ روزه (ماه‌های زوج) در نظرگرفته می‌شود و در هر سی سال، ۱۱ سال، با ۳۰ روزه کردن آخرین ماه (ذیحجه) کبیسه می‌شود. بر اساس کبیسه‌گیری رایج در یک دورهٔ سی‌ساله، سال‌های متوالی ۲، ۵، ۷، ۱۰، ۱۳، ۱۶، ۱۸، ۲۱، ۲۴، ۲۶، ۲۹ طول سال به صورت کبیسه (۳۵۵ روزه) است، یعنی چنانچه باقی‌مانده حاصل تقسیم سال قمری به عدد ۳۰ یکی از اعداد مذکور باشد آن سال کبیسه‌است؛ یازده سال آن کبیسه و در نوزده سال دیگر طول سال عادی (۳۵۴ روزه) می‌باشد. با توجه به خطی و قراردادی بودن محاسبه این گاه‌شماری نسبت به سال قمری حقیقی (برابر ۳۵۴٬۳۶۷۰۸ روز) طی حدود ۲۴۱۹ سال یکبار به اندازهٔ یک روز نیاز به تصحیح دارد. میانگین طول سال قمری قراردادی ۳۵۴.۳۶۶۶۶ روز است.
این گاه‌شماری برای کاربردهای محلی و مذهبی که آغاز ماه براساس مشاهده یا محاسبهٔ استهلال واقعی می‌باشد، ملاک قرار نمی‌گیرد و با گاه‌شماری هجری قمری هلالی در بعضی ماه‌ها یک یا دو روز متغیر است، ولی به‌علت خطی بودن در گاه‌شماری تطبیقی کاربرد دارد.

### کبیسه‌گیری
ترتیب کبیسه در یک دورهٔ سی ساله بر اساس سال قمری حسابی، در هر نوع گاهشماری قمری قراردادی یکسان است و از قرار زیر می‌باشد:

(۳ کبیسه سه ساله - ۱ کبیسه دو ساله - ۳ کبیسه سه ساله - ۱ کبیسه دو ساله - ۲ کبیسه سه ساله - ۱ کبیسه دو ساله)
اما در اقسام گاهشماری قمری قراردادی، با توجه به سال متفاوت شروع دورهٔ سی ساله، کبیسه بودن بعضی سال‌ها با هم متفاوت است. جدول زیر توالی متفاوت کبیسه‌گیری‌ها را نشان می‌دهد:
| سال‌های کبیسه شیوه | اول | دوم | سوم | چهارم | پنجم | ششم | هفتم | هشتم | نهم | دهم | یازدهم | سال آغاز دوره |
| ----------------- | --- | --- | --- | ----- | ---- | --- | ---- | ---- | --- | --- | ------ | ------------- |
| روش رایج          | ۲   | ۵   | ۷   | ۱۰    | ۱۳   | ۱۶  | ۱۸   | ۲۱   | ۲۴  | ۲۶  | ۲۹     | ۲۷            |
| روش بیرشک         | ۲   | ۵   | ۷   | ۱۰    | ۱۳   | ۱۵  | ۱۸   | ۲۱   | ۲۴  | ۲۶  | ۲۹     | ۱۶            |
| حبش مروزی         | ۲   | ۵   | ۸   | ۱۱    | ۱۳   | ۱۶  | ۱۹   | ۲۱   | ۲۴  | ۲۷  | ۳۰     | ۲۲            |

سال‌هایی که در زیج‌های مختلف نسبت به زیج تقویم قمری قراردادی رایج از نظر روزشمار متفاوت هستند.
| روزشمار سال‌های متفاوت با روش رایج | ۸  | ۱۱ | ۱۶ | ۱۹ | ۲۷ | ۳۰ |
| --------------------------------- | -- | -- | -- | -- | -- | -- |
| روش بیرشک                         | _  | _  | ۱- | _  | _  | _  |
| حبش مروزی                         | ۱+ | ۱+ | _  | ۱+ | ۱+ | ۱+ |

در ایران معروف‌ترین شیوه کبیسه‌گیری شیوه احمد بیرشک است؛ که با شیوهٔ رایج جهانی، در یکی از سال‌ها متفاوت است. ذبیح بهروز روش کبیسه‌گیری زیج حبش مروزی که بسیار متفاوت از دو شیوهٔ دیگر است را به عنوان روش درست توصیه کرده‌است. بسته به اینکه از چه روشی برای حساب کردن سال‌های کبیسهٔ قمری استفاده شود در بعضی سال‌ها، یک یا حداکثر دو روز اختلاف در تقارن با هجری قمری هلالی [حقیقی] پیش می‌آید.
در گاه‌شماری قمری قراردادی رایج جهانی دوره اخیر سی ساله ۱۴۳۷ تا ۱۴۶۶ قمری است.

تاریخ امروز بر اساس آن: ۲۱ شوّال ۱۴۴۶ قمری می‌باشد.
تاریخ امروز: ۲۱ شوّال (به زیج رایج، بیرشک و حبش) سال ۱۴۴۶ قمری قراردادی

## گاه‌شماری هجری قمری ام‌القری
گاه‌شماری هجری قمری اُمُّ‌القُری، گاه‌شماری رسمی کشور عربستان سعودی است. این تقویم سال ۱۳۴۶ قمری آغاز شد و از سال ۱۴۰۰ قمری زیر نظر گروه نجومی استخراج می‌شد و از سال ۱۴۲۰ قمری، روز اول هر ماه براساس محاسبه نجومی تولد ماه (مقارنه ماه)، با توجه به غروب خورشید قبل از افول ماه، طبق موقعیت و افق کعبه در شهر مکه تعیین می‌گردد. این تقویم ممکن است در بعضی ماه‌ها یک‌روز از تقویم هجری قمری هلالی جلوتر باشد. گاه‌شماری هجری شمسی نیز ضمیمهٔ آن است که عنوان ماه‌های آن برجی است.
تاریخ امروز: ۲۲ شوّال سال ۱۴۴۶ هجری قمری ام‌القری

## محاسبهٔ تبدیل گاه‌شماری‌ها[۱۷]
- تبدیل هجری قمری به هجری خورشیدی: سال قمری را در ۱۱ ضرب کرده، حاصل را بر ۳۶۵ تقسیم می‌کنند. سپس نتیجه را از همان سال قمری تفریق می‌کنند.
- تبدیل هجری قمری به گاه‌شماری میلادی (گرگوری): سال قمری را در ۳۲ ضرب کرده و نتیجه را بر ۳۳ تقسیم می‌کنند. سپس عدد حاصل را با ۶۲۲ جمع می‌کنند.
- تبدیل هجری خورشیدی به هجری قمری: سال خورشیدی را در ۱۱ ضرب کرده بر ۳۵۴ تقسیم می‌کنند و نتیجه را با همان سال خورشیدی جمع می‌کنند.
- تبدیل گاه‌شماری میلادی (گرگوری) به هجری قمری: سال میلادی را از ۶۲۲ کم کرده و نتیجه را در ۳۳ ضرب می‌کنند. سپس حاصل را بر ۳۲ تقسیم می‌کنند.

همچنین اگر سال میلادی گرگوری = G، سال هجری قمری = H و سال هجری خورشیدی = S باشد، داریم:
- تبدیل هجری قمری به هجری خورشیدی:

S = [(H × 354) + (H ÷ ۴)] ÷ ۳۶۵
- تبدیل هجری قمری به گاه‌شماری میلادی (گرگوری):

```
G = H – (H ÷ ۳۳) + ۶۲۲
```

- تبدیل هجری خورشیدی به هجری قمری:

H = [(S × 365) - (S ÷ ۴)] ÷ ۳۵۴
- تبدیل گاه‌شماری میلادی (گرگوری) به هجری قمری : [H = G – 622 + [(G - 622) ÷ ۳۲